# 韋爾希 (卡明-卡希爾西基區)
韋爾希（烏克蘭語：Верхи）是位於烏克蘭西北部沃倫州的卡明-卡希爾斯基區的村莊，面積62.43平方公里，海拔高度169米，2001年人口587，人口密度每平方公里9.4人。
51°27′26″N 25°6′2″E / 51.45722°N 25.10056°E